# PC Kid (jeu vidéo)
PC Kid (PC原人, PC Genjin), ou Bonk's Adventure en Amérique du Nord, est un jeu vidéo de plates-formes co-développés par Red Company et Atlus, sorti en 1989 sur PC-Engine puis sur borne d'arcade, NES et Game Boy.

## Accueil
Entertainment Weekly a classé PC Kid 3ème meilleur jeu de l'année 1991.